# Lanelater tomentosus
Lanelater tomentosus is een keversoort uit de familie kniptorren (Elateridae). De wetenschappelijke naam van de soort is voor het eerst geldig gepubliceerd in 1798 door Fabricius.